# Minik Wallace
 (août 2013).
Minik Wallace (également appelé Minik ou Mene) (vers 1890 - 29 octobre 1918) est un Inuit du Groenland. Il fut emmené en 1897 par l'explorateur Robert Peary à New York où il fut exhibé comme objet d'observation ethnologique, dans une sorte de zoo humain. Il est le fils de Qizuk, dont les ossements ont été exposés au Musée américain d'histoire naturelle, et n'ont jamais été restitués.  Wallace est le nom du père adoptif de Minik aux Etats-Unis.

## A New York

### Au Musée d'histoire naturelle
Minik n'était alors qu'un enfant quand il fut emmené par Robert Peary en 1897 avec cinq autres Inuits, tous issus de la même famille, à New York, où ils furent étudiés par le Musée américain d'histoire naturelle. Avec Minik se trouvaient son père le veuf Qisuk, la chamane Atangana (1840–1898) avec son mari, le célèbre chasseur Nuktaq (1848–1898 ), leur fille adoptive Aviaq (vers 1885–1898) et le jeune adulte Uisaakassak, le fiancé d'Aviaq. Bien que Peary ait invité les adultes au voyage, il est peu probable qu'ils aient été clairement informés de son objectif. Certains ont accepté de voyager pour visiter de nouvelles contrées ; d'autres ne voulaient pas être séparés de leurs proches. Peary avait promis qu'ils pourraient retourner au Groenland. Peu de temps après leur arrivée, le groupe est devenu un objet d'étude, de même que la météorite Cape York que Peary avait apportée. L'ethnologue du Musée, Franz Boas, et le personnel du musée, s'attendant tout au plus à une seule personne pour les entretiens à mener pendant l'hiver, n'avaient pas prévu la prise en charge du groupe. En conséquence, une place leur a été réservée dans le sous-sol du musée en guise de logement. 20 000 personnes ont payé pour voir le groupe inuit, qui a poliment serré la main de nombreux visiteurs. Les historiens modernes appellent zoo humain ce type d'exhibition coloniale.
Les adultes et un des enfants moururent rapidement de la tuberculose et un jeune homme fut rapatrié au Groenland.

### Affaire des ossements du père
Minik souhaitait un enterrement selon les traditions Inuits pour sa famille. Une cérémonie eut effectivement lieu mais les cadavres furent remplacés par des troncs et cachés sous des draps afin de leurrer le petit garçon. En réalité, le musée conserva en secret les corps pour des expériences légistes puis exposa le squelette de Qisuq, le père.
Minik fut adopté par William Wallace, le responsable du musée, et ne retourna pas au Groenland avant 1910.
William Wallace s'est occupé de Minik comme son fils. Dès janvier 1899, Minik a fréquenté l'école Mount Hope et aurait été un étudiant brillant. Les journalistes s'intéressaient encore au garçon, rendant compte de son changement culturel, lui qui était selon leur expression un « sauvage ».
Vers 1906, des journaux de New York ont publié un article selon lequel le squelette de Qisuk, le père de Minik, était exposé au Musée. Minik a été choqué d'apprendre cela par les commentaires de ses camarades de classe au fur et à mesure que l'histoire circulait.
Wallace a soutenu Minik en demandant que les restes de Qisuk soient rendus au fils pour un enterrement traditionnel. Le directeur du musée, Hermon Carey Bumpus, a éludé leurs demandes et a tenté d'éviter une enquête sur les expositions inuites en général. Franz Boas, devenu professeur à l'Université de Columbia, a admis la tromperie qui avait eu lieu une décennie auparavant, mais est resté largement indifférent à la question. Pendant ce temps, Bumpus a refusé d'admettre que le musée possédait le squelette de Qisuk ou les restes des trois autres Inuits . Minik n'a jamais pu récupérer les ossements de son père.

## Retour au Groenland
Minik a essayé de convaincre l'explorateur Robert Peary qui l'avait amené là de le renvoyer au Groenland ; R. Peary a refusé, en 1907. Grâce à des contacts avec un scientifique, Minik a pu obtenir une bourse universitaire bien qu'il ait abandonné l'école plus tôt, mais son troisième épisode de pneumonie grave, résultat de sa tuberculose antérieure, lui a fait abandonner ces plans. Après des menaces de suicide et une évasion au Canada, Minik a été envoyé au Groenland sur un navire de ravitaillement par Peary. Bien que les partisans de Peary aient déclaré à la presse qu'ils avaient renvoyé Minik "chargé de cadeaux", l'auteur canadien Kenn Harper a trouvé des documents indiquant que l'Inuit avait été renvoyé au Groenland avec à peine plus que "les vêtements qu'il portait".
À ce moment-là, Minik avait oublié l'inuktun, sa langue maternelle, et une grande partie de la culture et des compétences inuites. Sa vie au Groenland était difficile. L'angakkuq âgé, Soqqaq, l'accueillit et les Inuit lui enseignèrent les compétences d'adulte dont il avait besoin. Minik est devenu un excellent chasseur, mais a également apporté avec lui une connaissance de la vie en Amérique. Il a été peu de temps marié et mal marié . Il a finalement agi comme guide et traducteur pour les visiteurs, jouant un rôle clé dans l'expédition Crocker Land de 1913-1917. À cette époque, Minik décide de retourner aux États-Unis, ce qu'il fait en 1916.

## Retour aux Etats-Unis
Quelques années plus tard, il revint aux États-Unis, où il vécut et mourut de la grippe lors de l’épidémie de 1918.

## Roman graphique
Groenland Manhattan, de Chloé Cruchaudet, Éditions Delcourt, 136 pages, 2008.